# Ореады
Ореады, или Орестиады (др.-греч. Ὀρειάδες), — горные нимфы. Ореада сельская — одна из нагорных богинь. Воспитывали Диониса.
Одна из самых известных ореад — Эхо, которую Гера лишила голоса, оставив ей лишь способность вторить. Могли называться также по наименованию гор, где обитали, — Киферониды, Пелиады и т. д.
В честь нимф названо озеро Орестиас (Кастория), на берегу которого расположен город Кастория.